# Kenneth Willis Clark Collection
Die Kenneth Willis Clark Collection griechischer Manuskripte der Duke University Bibliothek enthält 98 Manuskripte – sowohl als Schriftrollen wie als Kodex –, die auf das 9. bis 17. Jahrhundert datiert sind. 
Professor H. Branscomb der Duke Divinity School kaufte das Manuskript eines griechischen Neuen Testaments in einem Münchener Buchladen. Nach seiner Ankunft in der Bibliothek bekam es den Namen Duke Greek Ms. 1. Dies geschah am 19. Februar 1931 und war der Beginn der Sammlung. Obwohl die ursprüngliche Absicht war, nur Manuskripte des Neuen Testaments zu sammeln, enthält die Kollektion heute eine Bandbreite unterschiedlicher Materialien. 
In dieser Sammlung befinden sich auch 27 Manuskripte, die Texte des Neuen Testaments enthalten. Darunter sind diese Nummern – Mss. 4, 5, 6, 15, 22, 25, 31, 38, 60 und 64. Ms. 60, auch bekannt als der Codex Daltonianus, ist der bemerkenswerteste in dieser Gruppe. Er wurde in der zweiten Hälfte des 11. Jahrhunderts geschrieben und enthält Kommentare zu den vier Evangelien. 
Es gibt auch einige Lektionare in der Sammlung, die durch MSS repräsentiert werden. 1, 2, 10, 12, 20, 24, 27, 28, 39, 43, 65, 82, 83, 85. 
Zwei Lektionare sind besonders bemerkenswert: Ms 65 und 85. Ms 65 (ℓ 1839) wurde im 11. Jahrhundert geschrieben. Ms. 85 (ℓ451) ist von Clemet dem Mönch unterzeichnet, der es auf den 20. Juli, indiction 5, im Jahre 6560 [d. h. 1052 A.D.]. Diese Unterschrift macht es zu einem der frühesten datierten griechischen lektionaren Manuskripte. Ein anderes Manuskript, Ms. 39, wurde vom Schreiber Lukas geschrieben. Ein großformatiges Lektionar wurde auf Papier geschrieben und zwischen  1626 und 1629 hergestellt.